# Icaria Rupes
Icaria Rupes és una formació geològica de tipus rupes a la superfície de Mart, localitzada amb el sistema de coordenades planetocèntriques a -34.68 latitud N i 221.15 ° longitud E, que fa 159.81 km de diàmetre. El nom va ser aprovat per la UAI el cinc de juny de 2017 i fa referència a una característica d'albedo.